# Ernest Roze

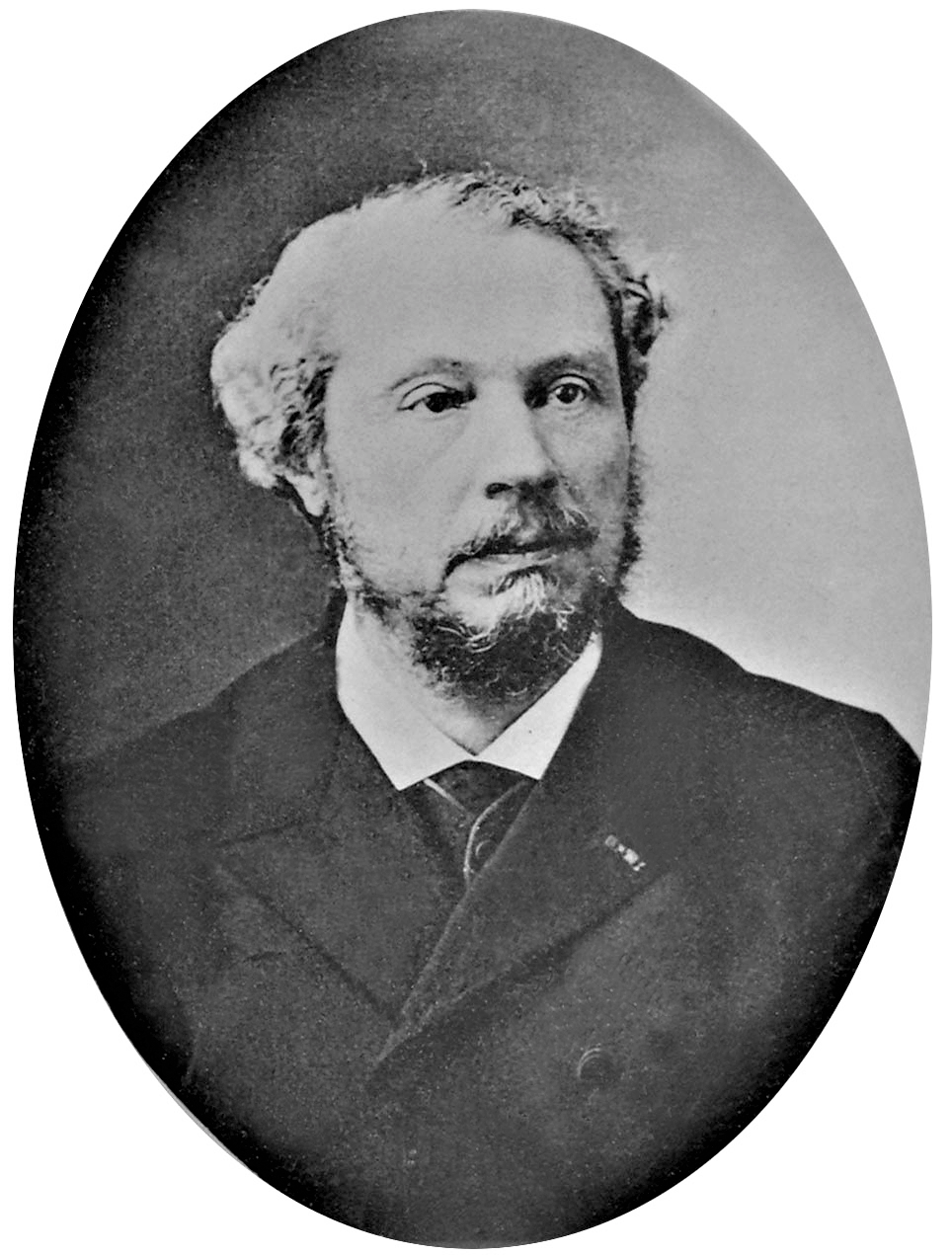
Ernest Roze 2

Ernest Roze (París, 14 de junio de 1833 - Chatou, 25 de mayo de 1900) fue un poeta, naturalista, pteridólogo, briólogo, micólogo, y algólogo francés.

## Algunas publicaciones
- ernest Roze. 1900. Le Puccinia chrysanthemi, cause de la rouille du Chrysanthemum indicum L. Bulletin de la Société Mycologique de France 16: 88-93
- ---------------. 1897. Les espèces du genre Amylotrogus, parasites de la fécule. Bulletin de la Société Mycologique de France 13: 76-89
- ---------------. 1896. Sur une nouvelle bactériacée de la pomme de terre. 6 pp.
- ---------------. 1894. L'introduction du Tabac en France par Jean Nicot. 6 pp.
- ---------------. 1888. Recherches biologiques sur l'Azolla filiculoides Lam.. Mémoires Publiés par la Sociéte Philomathique a l'occasion du Centenaire de sa fondation 1788-1888. Editor	Gáuthier Villars et Fils.
- ---------------, g. Poirault. 1880. Le mousseron des haies, champignon comestible des environs de Poitiers. 5 pp.
- ---------------. 1873a. Des Myxomycètes et de leur place dans le système. Editor impr. de L. Martinet, 7 pp.
- ---------------. 1873b. De la fécondation chez les cryptogames supérieurs et en particulier chez les sphaignes. Editor Impr. de L. Martinet
- ---------------, l. Marcilly. 1862. Bryologie parisienne, récit de trois excursions aux environs de Beauvais. Editor Impr. de Martinet, 4 pp.
- ---------------, e. Besciierelle. 1861. Note sur quelques Mousses rares ou nouvelles, recemment trouvees aux moirons de Paris. Bull. Soe. Bot. vii. : 433-434

### Libros
- ernest Roze, carolus Clusius. 1976. Charles de L'Escluse, d'Arras, le propagateur de la pomme de terre au XVIe siècle: sa biographie et sa correspondance. Edición reimpresa de Landré & Meesters, 109 pp.
- ---------------. 1900. L'"Uredo chrysanthemi", parasite du "Chrysanthemum indicum" L., et le "Puccinia chrysanthemi", cause de la rouille du "Chrysanthemum indicum" L.. Editor Impr. de L. Declume, 20 pp.
- ---------------. 1899. Le petit traité des champignons comestibles et pernicieux de la Hongrie: décrits au XVIe siècle, par Charles de l'Escluze, d'Arras. Edición reimpresa de Impr. et Lithographie L. Declume, 56 pp.
- ---------------. 1898. Histoire de La Pomme de Terre. Edición reimpresa de Kessinger Publishing, LLC, 2010. 482 pp. ISBN 1-160-66957-0
- ---------------. 1889. La flore d'Étampes en 1747 d'après Descurain et Guettard. 12 pp.
- ---------------. 1888a. Le jardin des plantes en 1636. 10 pp.
- charles edouard Richon, ernest Roze. 1888b. Atlas des champignons comestibles et vénéneux de la France et des pays circonvoisins... Editor O. Doin, 265 pp.
- ernest Roze. 1876. Essai d'une nouvelle classification des agaricinées et catalogue des agaricinées observées aux environs de Paris. Editor impr. de Martinet, 17 pp.
- ---------------, maxime Cornu. 1872. Sur deux nouveaux types génériques pour les familles des Saprolégniées et des Péronosporées. Volumen 2, N.º 5 de Bibliothèque de l'École des hautes études: Section des sciences naturelles. 20 pp.
- auguste Rivière, jules Rothschild, ernest Roze. 1867. Les fougères, choix des espèces les plus remarquables pour la décoration des serres, parcs, jardins et salons, précd́é de leur histoire botanique & horticole. Editor	J. Rothschild, 242 pp. texto en línea
- ernest Roze. 1864. Recherches sur les anthérozoides des cryptogames. 24 pp.
- ---------------. 1855. Fleurs de printemps: premiéres poésies. Editor Librairie de Nolet, 96 pp.

## Premios y reconocimientos
- Miembro de la Société Botanique de France, y su presidente en 1891
- Legión de Honor, Comendador al Mérito Agrícola, y Director de Instrucción Pública

## Eponimia
Género de hongos
- (Cortinariaceae) Rozites (Pers.) P.Karst.[2]